# Tourismuswirtschaft
Die Tourismuswirtschaft ist ein bedeutender Wirtschaftszweig (Tourismussektor), der von mittelständischen Dienstleistungsunternehmen geprägt ist, und eine wirtschaftswissenschaftliche Disziplin.
Der Oberbegriff Tourismus ist umfassend und beinhaltet eine angebotsseitige und eine nachfrageseitige Perspektive. Was die Nachfrageseite anbetrifft, unterscheiden sich hinsichtlich der Planung Individualreisen und buchbare, standardisierte Pauschalreisen der Reiseveranstalter. Die Grenzen zwischen Reisen zur Erholung und Freizeitgestaltung und Geschäftsreisen (business travel) sind dabei fließend. Aus der Sicht des Angebots gibt es drei große Bereiche: Erstens die betriebswirtschaftliche Sicht der Übernachtungsbetriebe (Hotelmanagement etc.), zweitens den Bereich Eventmanagement und drittens das Management von Destinationen, das heißt von Städten und Regionen sowie ganzer Länder (destination management).
Die Tourismuswissenschaft beschäftigt sich mit der Freizeitbranche und erstreckt sich über ein weites Feld mit vielen systematischen Teilgebieten. Dementsprechend gibt es verschiedene Herangehensweisen. Das Gebiet Tourismus behandeln Einführungsbände von Vertreter/-innen ganz unterschiedlicher Disziplinen der Wirtschafts-, Sozial- und Kulturwissenschaften. Bei den Ökonom/-innen, die sich mit Tourismuswirtschaft beschäftigen, dominiert die betriebswirtschaftliche Perspektive (Tourismusmanagement), wobei sich in den 1990er-Jahren die am Kunden orientierte Sichtweise (Tourismusmarketing) etabliert hat. Der Schwerpunkt liegt in der Tourismuswirtschaft auf der Anbieterseite und es wird die Managementperspektive von Tourismusunternehmen und Destinationen gewählt, wobei die Nachfragerseite – der Blick auf die Konsument/-innen und ihr Verhalten – im Hinblick auf die Vermarktung touristischer Dienstleistungen einbezogen wird.
Es liegen im Bereich Tourismuswirtschaft Lehrwerke zum Marketing-Management von Unternehmen im Tourismusbereich (Beherbergungsunternehmen, Reisebüros und -veranstalter) vor. Im Mittelpunkt anderer Lehrbücher steht der dritte große touristische Bereich (Destinationen). Wiederum andere vereinen beide Ebenen.

## Ausbildung und Studium
Um in der Tourismuswirtschaft zu arbeiten, kann sowohl eine Ausbildung als auch ein Studium absolviert werden. Die Ausbildung hat den Titel Kaufmann/-frau für Tourismus und Freizeit. Aktuell besteht unter anderem das folgende Studienangebot an deutschen Universitäten und Hochschulen:
- Hochschule Zittau/Görlitz, Bachelor Tourismusmanagement, Master Internationales Tourismusmanagement[6]
- Hochschule Fresenius, Bachelor Tourismus-, Hotel- und Eventmanagement[7]
- Hochschule Heilbronn, Bachelor Tourismus, Master International Tourism Management[8]
- SRH Berlin University of Applied Sciences, Bachelor Internationales Tourismus- und Eventmanagement[9]
- Hochschule für nachhaltige Entwicklung Eberswalde, Master Nachhaltiges Tourismusmanagement[10]

Der Quereinstieg ist auch möglich. Weitere Informationen dazu finden sich auch unter Tourismusberufe und Ausbildung.